# Filtre FIR
Un filtre FIR (de l'anglès Finite Impulse Response o Resposta impulsional finita) és un tipus de filtre digital en el qual, com el seu nom indica, la resposta a l'impuls és de durada finita, ja que tindrà un nombre finit de termes no nuls. Aquest tipus de filtre està en contrast amb els filtres de resposta a l'impuls infinita (filtre IIR) que tenen realimentació interna i poden seguir responent de manera indefinida (generalment en descomposició). La resposta a l'impuls d'un filtre FIR de temps discret d'ordre N (és a dir, amb una entrada d'impuls del delta de Kronecker) té una durada de N+1 mostres, i després mor a zero.
Els filtres FIR poden ser de temps discret o de temps continu, i digitals o analògics.

## Expressió matemàtica dels filtres FIR
Per obtenir la sortida només es basen en entrades actuals i anteriors. La seva expressió en el domini {\displaystyle n} és:
{\displaystyle y_{n}=\sum _{k=0}^{N-1}b_{k}x(n-k)}

En l'expressió anterior {\displaystyle N} és l'ordre del filtre, que també coincideix amb el nombre de termes no nuls i amb el nombre de coeficients del filtre. Els coeficients són {\displaystyle b_{k}}.
La sortida també pot expressar com la convolució del senyal d'entrada {\displaystyle x(n)} amb la resposta impulsional {\displaystyle h(n)}:
{\displaystyle y_{n}=\sum _{k=0}^{N-1}h_{k}x_{n-k}}

Aplicant la transformada Z a l'expressió anterior:
{\displaystyle H(z)=\sum _{k=0}^{N-1}h_{k}z^{-k}=h_{0}+h_{1}z^{-1}+\cdots +h_{N-1}z^{-(N-1)}}
Es pot observar que és la mateixa entrada retardada cada vegada més en el temps, multiplicada per diversos coeficients i finalment sumada al final. Hi ha moltes variacions d'aquesta estructura. Si tenim una resposta de freqüéncia com a objectiu, aconseguirem que la resposta del filtre s'assembli més a ella quant més llarg sigui o nombre de coeficients que tingui.

## Estructura
L'estructura bàsica d'un FIR és:
A la figura els termes h(n) són els coeficients i els T són retards.
Poden fer-se multitud de variacions d'aquesta estructura. Fer-ho com diversos filtres en sèrie, en cascada, etc.

## Pols i zeros
Aquests filtres tenen tots els pols a l'origen, per això són estables. Els zeros es presenten en parells de recíprocs si el filtre es dissenya per tenir fase lineal.

## Disseny de filtres FIR
Dissenyar un filtre vol dir seleccionar els coeficients de tal manera que el sistema tingui unes característiques específiques. Les característiques requerides són declarades en dades específiques del filtre. La major part de les dades específiques del filtre de temps es refereixen a la resposta freqüencial del filtre.
Hi ha diferents mètodes per dissenyar els filtres:
- Mètode de les finestres, les més habituals són:
  - Rectangular
  - Barlett
  - Hanning
  - Hamming
  - Blackman
  - Kaiser
- Mostreig en freqüència.
- Arrissat constant (Aproximació de Txebixov i algorisme d'intercanvi de Remez).
- Mínims Quadrats

Els paquets de programari com MATLAB, GNU Octave, Scilab i Scipy proporcionen diferents formes per aplicar aquests mètodes.
Algunes especificacions dels filtres es refereixen a la forma del senyal d'entrada en domini de temps que el filtre espera "reconèixer". El filtre óptim per separar de qualsevol forma d'ona el soroll blanc s'obté mitjançant un mostreig i fent servir aquestes mostres en l'ordre invers com a coeficients del filtre - donant el filtre una resposta a l'impuls que és el senyal d'entrada previst amb el temps invers.

## Característiques
Els filtres FIR tenen el gran avantatge que es poden dissenyar per ser de fase lineal, la qual cosa fa que presentin certes propietats a la simetria dels coeficients. Aquest tipus de filtres té especial interès en aplicacions d'àudio. A més són sempre estables.
Per contra també tenen el desavantatge de necessitar un ordre major respecte als filtres IIR per complir les mateixes característiques. Això es tradueix en una major despesa computacional. De fet, el principal desavantatge dels filtres FIR és que necessiten un sistema de computació més potent del que ofereix un processador de propòsit general usat amb filtres IIR amb nitidesa o selectivitat similar, sobretot quan es necessiten freqüències de tall baixes (amb relació a la freqüència de mostreig). No obstant això, molts processadors de senyals digitals ofereixen funcions especialitzades de hardware per fer filtres FIR aproximadament tan eficaç com els IIR per a moltes aplicacions.
Propietats
Un filtre FIR té un nombre de característiques que provoca que de vegades sigui preferiblement més útil que una resposta a l'impuls infinita (IIR). Les principals propietats d'un filtre FIR són:
- Són inherentment estables. Això es deu al fet que tots els pols es troben en l'origen.
- No requereixen revisions. Això significa que els errors d'arrodoniment no es veuen agreujats per resumir iteracions. L'error relatiu mateix passa en cada càlcul. Això també fa l'aplicació més senzilla.
- Poden ser dissenyats per ser de fase lineal. Aquesta propietat és de vegades necessària per a les aplicacions propenses a tenir errors, per exemple, dades de comunicacions, filtres d'encreuament i masterització.